# 霍爾-賴伐爾協定
霍尔-赖伐尔协定 （英语：Hoare-Laval Pact)）是英法与意大利在1935年12月的协議草案，但從未落實。其時意大利法西斯政权正在侵略阿比西尼亚 （今埃塞俄比亚） ，而英国外长赛缪尔·霍尔与法国总理皮埃尔·赖伐尔則試圖滿足意大利於第二次意阿战争的要求。
根据协定，意国可以得到阿国東部的欧加登与北部的提格里大部，并且得以控制该国南部的经济。作為交換，意國則承諾給予當時為內陸國家的阿比西尼亚在其治下的阿萨布（在今厄立特里亚），使阿國得到海岸线。墨索里尼已准备同意协定，但仍认为要等待数日，以期向国民交待此事。然而，在12月13日，一份法国报纸披露计划内容，并加以谴责。英国政府马上宣称它与协定毫无关联；负责议定协约的霍尔与皮埃尔则被迫下台。
当时，英法都希望让意大利留在她们的斯特雷萨阵线，以抵抗正在急速崛起的纳粹德国。那边厢，由于意军表现不佳，行动统帅埃米利奥·德博诺指挥不济，而阿国人民又奋力抵抗入侵，所以墨索里尼希望能尽快了結戰事。
由于墨索里尼在1934年根据英法的计划，出兵到意大利东北的边境，成功阻止了德奥合并，所以他预期两国会容忍他的军事行动。协议失败了，但意大利仍未停止入侵阿国。1936年5月5日，意军攻入阿国首都亚的斯亚贝巴。5月9日，意大利政府把它原本的殖民地厄立特里亚、意属索马里兰与阿比西尼亚合并，建立了意属东非之殖民帝国。6月30日，被迫流亡英国的阿国国王海尔·塞拉西一世在国际联盟会上公开谴责意大利的侵略行为（尤其在战场上使用芥子毒气，连平民与红十字会人员也遭到波及）。国联也谴责意大利，令墨索里尼决定在1937年12月11日撤出国联。国联对原属会员国的意大利之经济制裁也宣告无效。
以上协定对第二次世界大战的爆发颇为重要，皆因它彻底暴露了英法与国联在对抗具侵略性之法西斯主义行动时搖擺不定，並無意採取果斷措施。著名英国历史学家A·J·P·泰勒更指出，調停失敗令国联“正式死亡”（killed the League），而協議本身「相當明智」，因為它將能「了結戰爭，滿足意大利，又使得阿比西尼亞成為一個更易於整合的民族疆域(意指欧加登和提格雷居民與其時於意大利治下的厄立特里亞和索馬里同文同種；日後該兩國獨立後，亦先後與依索匹亞發生戰爭)；而英国军事历史学家克瑞里·巴内特则认为，企图挑战意大利实在过于危险，所以只是无稽之谈—基于当时英国的军事与海军力量衰弱，故此她尝试与意大利议和也是无可厚非。